# علاء الدين فاروق
علاء الدين فاروق زكي السيد (28 فبراير 1960 -)  هو وزير الزراعة واستصلاح الأراضي الحالي، ونائب رئيس فروع بنك باركليز

## حياته ونشاته
تخرج من كلية التجارة جامعة عين شمس، وتنقل في العمل المصرفي إلى أن تولى منصب نائب رئيس فروع بنك باركليز.

## خبرة بالقطاع المصرفي
عمل فاروق في البنك الأهلي عام 2008، وشغل عدة مناصب وهي: رئيس منتجات التجزئة ومجموعة المبيعات بين 2016 و2018، ورئيس تسويق مبيعات المنتجات الاستهلاكية والقنوات البديلة بين 2011 و2016، ونائب رئيس مجموعة الفروع بين 2010 و2011، ورئيس فروع منطقة الإسكندرية والبحيرة بين 2009 و2010، وتولى منصب الرئيس التنفيذي لمجموعة التجزئة المصرفية في البنك الأهلي المصري. كما عمل فاروق، رئيسًا لمجلس إدارة البنك الزراعي المصري اعتبارا من فبراير 2020، ونجح في تطبيق خطة استثنائية لتطوير البنك خلال آخر 4 سنوات، مع إعادة تقديم البنك للقطاع المصرفي وخلق علامة تجارية أقوى.

## اسهامات
- نجح في صياغة أكبر عملية تطوير وهيكلة في تاريخ البنك الزراعي، ليواكب التطور المتسارع في القطاع المصرفي المصري والعالمي، وبما يمكنه من قيادة قاطرة التنمية الاقتصادية، لمواكبة التحولات الاقتصادية المتسارعة، التي تشهدها الدولة المصرية.[8]
- دعم القطاعات الإنتاجية من خلال التوسع في تمويل المشروعات الكبرى والمتوسطة والصغيرة.[9]
- تبني استراتيجية لتطوير كافة قطاعات البنك وإعادة هيكلتها، إلى جانب السياسات الائتمانية الجديدة التي أقرها لربط التمويل بالإنتاج والمشروعات الجادة.[10]
- نجح «فاروق» في تنفيذ خطة البنك للتحول الرقمي ورقمنة كافة خدماته من خلال نشر أنظمة الدفع والتحصيل الإلكتروني بالقطاع الزراعي والريف المصري.